# جاي دبليو. ريتشاردز
جاي دبليو. ريتشاردز (بالإنجليزية: Jay Richards)‏ هو كاتب أمريكي، ولد في 12 يوليو 1967 في الولايات المتحدة.